# جون لويس سميث جونيور
جون لويس سميث جونيور (بالإنجليزية: John Lewis Smith, Jr.)‏ (و. 1912 – 1992 م) هو محام، وقاضي من الولايات المتحدة الأمريكية
توفي في واشنطن العاصمة.

## التعليم
تعلم في جامعة برنستون.